# Сульфат талію(I)
Сульфат талію — сіль сульфатної кислоти і гідроксиду талію. Відома своєю надзвичайною токсичністю. Формула — Tl2SO4

## Історія і використання
Протягом останніх двох століть Tl2SO4 використовувався в медицині, але був заборонений у зв'язку з надзвичайною токсичністю. У 1900-х роках сульфат талію знайшов застосування в основному як добавка для рослин. Сьогодні Tl2SO4 в основному використовується як джерело Tl+ у науково-дослідних лабораторіях, а також в ролі зооциду (для теплокровних тварин).

## Фізичні властивості
Зовні це безбарвні кристали ромбічної сингонії. Температура плавлення — 645 °C, густина дорівнює 6765 г/см³. Молярна електропровідність при нескінченному розведенні при 25оС дорівнює 309,4 См·см²/моль. Параметри комірки а = 0,7808 нм, Ь = 1,0665 нм, с = 0,5929 нм, Z = 4. Структура схожа на сульфат калію.
Сполука не має смаку і запаху. Зовні це безбарвні кристали

## Отримання
Взаємодія розбавленої холодної сульфатної кислоти на талій, оксид, гідроксид, карбонат, або окисненням сульфіду талію:
{\displaystyle \mathrm {2Tl+H_{2}SO_{4}\longrightarrow Tl_{2}SO_{4}+H_{2}} }
{\displaystyle \mathrm {Tl_{2}O+H_{2}SO_{4}\longrightarrow Tl_{2}SO_{4}+H_{2}O} }
{\displaystyle \mathrm {2TlOH+H_{2}SO_{4}\longrightarrow Tl_{2}SO_{4}+2H_{2}O} }
{\displaystyle \mathrm {Tl_{2}CO_{3}+H_{2}SO_{4}\longrightarrow Tl_{2}SO_{4}+CO_{2}\uparrow +H_{2}O} }
{\displaystyle \mathrm {Tl_{2}S+2O_{2}{\xrightarrow {250^{o}C}}Tl_{2}SO_{4}} }

## Токсичність
Талій сульфат, як і всі сполуки талію, дуже токсичний. Може всмоктуватись через шкіру. Більше ніж 1/2 грама може вбити людину. Осідає в нирках, печінці, мозку. Найголовніші симптоми отруєння: випадання волосся і зубів. Антидотом є берлінська лазур.